# Odds & Sods
Odds & Sods es un álbum recopilatorio grupo británico The Who, publicado por las compañías discográficas Track y MCA Records en octubre de 1974.
En el otoño de 1973, mientras Roger Daltrey, Pete Townshend y Keith Moon se preparaban para el rodaje de la película Tommy, John Entwistle aprovechó para compilar un álbum con rarezas publicadas previamente en bootlegs. Junto a John Alcock, productor de sus trabajos en solitario, conformaron la lista de temas que aparecería en Odds & Sods, llegando a recopilar suficiente material para incluirlo en dos álbumes de vinilo. El material del segundo LP sería incluido en la reedición de 1998.

## Lista de canciones
Todas las canciones escritas y compuestas por Pete Townshend excepto donde se anota. 
| Cara A |                        |                |          |  |
| N.º    | Título                 | Escritor(es)   | Duración |  |
| 1.     | «Postcard»             | John Entwistle | 3:27     |  |
| 2.     | «Now I'm a Farmer»     |                | 3:59     |  |
| 3.     | «Put the Money Down»   |                | 4:14     |  |
| 4.     | «Little Billy»         |                | 2:15     |  |
| 5.     | «Too Much of Anything» |                | 4:26     |  |
| 6.     | «Glow Girl»            |                | 2:20     |  |

| Cara B |                                                    |              |          |  |
| N.º    | Título                                             | Escritor(es) | Duración |  |
| 1.     | «Pure and Easy»                                    |              | 5:23     |  |
| 2.     | «Faith in Something Bigger»                        |              | 3:03     |  |
| 3.     | «I'm the Face» (Interpertado por The High Numbers) | Peter Meaden | 2:32     |  |
| 4.     | «Naked Eye»                                        |              | 5:10     |  |
| 5.     | «Long Live Rock»                                   |              | 3:54     |  |

| Reedición de 1998 |                                                    |                                             |          |  |
| N.º               | Título                                             | Escritor(es)                                | Duración |  |
| 1.                | «I'm the Face» (Interpertado por The High Numbers) | Peter Meaden                                | 2:32     |  |
| 2.                | «Leaving Here»                                     | Lamont Dozier, Brian Holland, Eddie Holland | 2:12     |  |
| 3.                | «Baby Don't You Do It»                             | Dozier, Holland, Holland                    | 2:27     |  |
| 4.                | «Summertime Blues»                                 | Jerry Capehart, Eddie Cochran               | 3:13     |  |
| 5.                | «Under My Thumb»                                   | Mick Jagger, Keith Richards                 | 2:44     |  |
| 6.                | «Mary Anne with the Shaky Hand»                    |                                             | 3:21     |  |
| 7.                | «My Way» (Capehart, Cochran)                       |                                             | 2:26     |  |
| 8.                | «Faith in Something Bigger»                        |                                             | 3:03     |  |
| 9.                | «Glow Girl»                                        |                                             | 2:24     |  |
| 10.               | «Little Billy»                                     |                                             | 2:17     |  |
| 11.               | «Young Man Blues»                                  | Mose Allison                                | 2:44     |  |
| 12.               | «Cousin Kevin Model Child»                         | John Entwistle                              | 1:24     |  |
| 13.               | «Love Ain't for Keeping»                           |                                             | 4:03     |  |
| 14.               | «Time Is Passing»                                  |                                             | 3:29     |  |
| 15.               | «Pure and Easy»                                    |                                             | 5:21     |  |
| 16.               | «Too Much of Anything»                             |                                             | 4:21     |  |
| 17.               | «Long Live Rock»                                   |                                             | 3:56     |  |
| 18.               | «Put the Money Down»                               |                                             | 4:29     |  |
| 19.               | «We Close Tonight»                                 |                                             | 2:56     |  |
| 20.               | «Postcard»                                         | John Entwistle                              | 3:30     |  |
| 21.               | «Now I'm a Farmer»                                 |                                             | 4:06     |  |
| 22.               | «Water»                                            |                                             | 4:39     |  |
| 23.               | «Naked Eye»                                        |                                             | 5:26     |  |

## Personal
The Who
- Roger Daltrey: voz y armónica
- John Entwistle: bajo, instrumento de viento-metal, voz principal (en «Postcard» y «We Close Tonight»)
- Keith Moon: batería, voz principal (en «Cousin Kevin Model Child», «We Close Tonight» y «Now I'm a Farmer»)
- Pete Townshend: guitarra, piano, bajo, sintetizador y coros

Otros músicos
- Leslie West: guitarra principal (en «Love Ain't for Keeping»)

## Posición en listas
| País           | Lista                | Posición |
| -------------- | -------------------- | -------- |
| Alemania       | Media Control Charts | 46       |
| Estados Unidos | Billboard 200        | 15       |
| Reino Unido    | UK Albums Chart      | 10       |

## Certificaciones
| Fecha                  | País           | Organismo certificador | Certificación | Ventas certificadas |
| ---------------------- | -------------- | ---------------------- | ------------- | ------------------- |
| 9 de diciembre de 1974 | Estados Unidos | RIAA                   | Oro           | 500 000             |
| 1 de noviembre de 1974 | Reino Unido    | BPI                    | Plata         | 60 000              |